# بيتر مولدر
بيتر مولدر (بالإنجليزية: Pieter Mulder)‏ هو سياسي جنوب أفريقي، ولد في 26 يوليو 1951 في جنوب أفريقيا. حزبياً، نشط في Freedom Front Plus ‏. وقد انتخب عضو الجمعية الوطنية لجنوب أفريقيا وقد انضم خلال فترته النيابية ‏ (21 مايو 2014 – 1 ديسمبر 2017)  للكتلة البرلمانية Freedom Front Plus ‏.